# Раскоксовка ДВС
Раскоксовка ДВС — это профилактическая или ремонтная процедура очищения поршня, поршневых колец и камеры сгорания от нагара, кокса и лаковых отложений с помощью автохимии, а также водородокислородной смеси (газ Брауна) без демонтажа и разборки двигателя. Очищение цилиндро-поршневой группы является одним из ключевых ресурсов сохранения работоспособности двигателя внутреннего сгорания. Применение оксиводорода, в процессе сгорания которого образуется перегретый водяной пар, позволяет дополнительно вымывать отложения со стенок выпускного тракта, каталитического нейтрализатора, клапана ЕГР, сажевого фильтра (DPF).

## История
Она была разработана советскими мотористами. Дело в том, что КПД моторов в то время был невысоким, топливо сильно не догорало, а масло быстро окислялось. Сажа и масляная пленка спекались и мешали нормальной работе поршневых колец. Однако технология была недооценена, а имена ее создателей не вошли в историю.
На рубеже 20 и 21 веков технология была возрождена и получила дальнейшее развитие. В современных моторах проблема закоксовывания стала еще более актуальной. Двигатели стали более легкими и мощными, это обеспечивается в числе прочих конструктивных новшеств и изменением компрессионных колец. Изначально поршневые кольца задуманы так, чтобы оказывать большое давление на стенки цилиндра, поддерживать компрессию и герметичность. Чтобы минимизировать потери на трение, автопроизводители массово уменьшили толщину колец, их преднатяг и заложили постоянное наличие не снимаемой масляной пленки на кольцах. Закономерно, тонкие поршневые кольца со слабым преднатягом оказались склонны к образованию отложений и утрате подвижности. Ситуацию усугубляет эксплуатация автомобиля в городском режиме, некачественные моторные масла, технологические жидкости и топливо, неисправности топливной и охлаждающей систем двигателя. 
Отложения увеличивают толщину стенок цилиндров и, соответственно, увеличивают тепло нагрузку из-за ухудшенного теплоотвода. Это ускоряет износ  мотора, а его работа нарушается: падает мощность и компрессия, растет расход масла и топлива, появляются дымность, вибрация и проблемы с запуском.

## Виды раскоксовок
Препараты для раскокосовывания двигателя производятся на основе качественных сольвентов и растворителей с пакетом активных компонентов. Они могут быть жидкими, пенными и аэрозольными.
1. Жидкие раскоксовки – классическая формула, разработанная в СССР. Сегодня составы стали более мощными и безопасными. Они могут отличаться по времени воздействия и силе раскокосвывающего эффекта.
2. Пенные раскоксовки появились на рынке сравнительно недавно. Их предлагают российские, японские, корейские, украинские химические компании. Главными отличиями этих продуктов являются быстродействие и очищение всей камеры сгорания, включая тарелки клапанов, впуск.
3. Аэрозольные раскоксовки - самые современные, но пока они наименее представлены на рынке. Их отличает минимальное время воздействие и отсутствие необходимости менять масло после процедуры.
4. Водородная очистка - удаление углеродистый отложений в результате окисления их с помощью водороднокислородной смеси (HHO), которая подаётся во впускной тракт и сгорает вместе с топливом. Атомарный водород в составе смеси связывает углерод в летучие газообразные соединения, которые удаляются вместе с выхлопными газами. Образующаяся при сгорании вода (H2O) дополнительно инициирует процессы риформинга и вымывает (растворяет) твёрдые отложения. 
5.Раскоксовка на работающем двигателе специально подготовленным топливом. При сгорании это топливо разрыхляет коксовые отложения на молекулярной основе  в канавках компрессионных колец, безопасно переводя отложения в углекислый газ.  Самое главное преимущество данной технологии- безопасность для двигателя и покрытий блока цилиндров, совмещённая с высокой эффективностью. Данная технология впервые появилась в Европе и к нам пришла совсем недавно.   

## Процедура
В зависимости от вида раскоксовки и производителя состава рекомендации по применении отличаются, но общий алгоритм одинаков.
1. Прогреть мотор до температуры, указанной в инструкции, заглушить.
2. Демонтировать свечи зажигания на бензиновом двигателе и свечи накаливания или форсунки на дизельном двигателе.
3. Установить поршни в среднее положение.
4. Залить или распылить состав в каждый цилиндр в соответствии с инструкцией.
5. Выждать указанное время.
6. Откачать шприцем состав из цилиндров, продуть сжатым воздухом или прокрутить двигатель стартером.
7. Не заводя автомобиль, заменить масло.
8. Завести машину и дать ей поработать на холостых оборотах около 20 минут. 
В случае если двигатель автомобиля наклонен, является V-образным, оппозитным или камера сгорания сформирована значительными углублениями в поршне, расчет необходимого количества состава производится индивидуально.

## Преимущества
Повышение ресурса двигателя.
Нормализация компрессии.
Уменьшение расхода топлива и масла.
Улучшение холодного пуска.
Возможность самостоятельного применения.
Низкая цена по сравнению с ремонтом.
Не требуется разбирать и собирать мотор.

## Возможные осложнения
Раскоксовка двигателя с помощью профессиональной автохимии безопасна при строгом соблюдении рекомендаций. Одним из наиболее часто встречающихся осложнений является нарушение слоя краски поддона картера. После получения подобных рекламаций производители провели серию независимых лабораторных тестов и доказали, что такое возможно только в случае значительного превышения времени воздействия и температуры двигателя во время процедуры.